# Пинардвил (Њу Хемпшир)
Пинардвил (енгл. Pinardville) насељено је место без административног статуса у америчкој савезној држави Њу Хемпшир.

## Демографија
По попису из 2010. године број становника је 4.780, што је 999 (-17,3%) становника мање него 2000. године.
| Група             | 2000.         | 2010.         |
| Белци             | 5.596 (96,8%) | 4.462 (93,3%) |
| Афроамериканци    | 13 (0,2%)     | 72 (1,5%)     |
| Азијати           | 35 (0,6%)     | 61 (1,3%)     |
| Хиспаноамериканци | 64 (1,1%)     | 119 (2,5%)    |
| Укупно            | 5.779         | 4.780         |